# Zentrum für Ostbelgische Geschichte
Das Zentrum für Ostbelgische Geschichte (ZOG)  beschäftigt sich mit historischer Forschung in der Deutschsprachigen Gemeinschaft Belgiens. Seinen Sitz hat das ZOG am Kaperberg 2–4, im denkmalgeschützten Haus Rehrmann-Fey, in direkter Nachbarschaft zum belgischen Staatsarchiv in Eupen.

## Geschichte
Den Grundstein legte das im Regionalen Entwicklungskonzept integrierte Projekt Grenzerfahrungen. Dieses Programm beinhaltete die Erstellung einer sechsbändigen Buchreihe, „Grenzerfahrungen – eine Geschichte der Deutschsprachigen Gemeinschaft Belgiens“, audiovisuelle Zeitzeugensicherung und die Erstellung eines Geschichtsportals. Daraufhin wurde 2014 das Zentrum für Regionalgeschichte in der Deutschsprachigen Gemeinschaft als Vereinigung ohne Gewinnerzielungsabsicht (VoG) gegründet, um sich unter anderem diesen Aufgaben zu widmen. Gleichzeitig wurden weitere Aufgaben im Bereich Quellensicherung sowie Beratung und Koordination der historischen Arbeit an die neu gegründete VoG übertragen. Nach den ersten Publikationen der Buchreihe Grenzerfahrungen und geführten Interviews konnte das Zentrum sich etablieren und weitere Projekte in Angriff nehmen. Im Jahr 2017 änderte das Zentrum für Regionalgeschichte in der Deutschsprachigen Gemeinschaft seinen Namen in Zentrum für Ostbelgische Geschichte (ZOG). Knapp zwei Jahre später ging die erste Version des Geschichtsportals online, während parallel dazu die Buchreihe weitergeführt sowie diverse Ausstellungen und Schulprojekte umgesetzt wurden. Nach einer Umstrukturierung 2020/2021 wurden die Aufgabenbereiche deutlich erweitert, ein fester Bürostandort am Kaperberg 2–4 in Eupen bezogen und bis 2023 auch die Buchreihe mit dem sechsten und letzten Band abgeschlossen.

## Aufgaben und Ziele
Hauptaugenmerk des ZOG liegt auf der Förderung der historischen Forschungsarbeit in Ostbelgien. Dies umfasst nicht nur eigene Projekte des Zentrums zur Erforschung der Geschichte der Region, sondern auch – in Zusammenarbeit mit dem Staatsarchiv – die Sammlung, Sicherung und Bereitstellung von historischen Quellen. Die Ergebnisse werden in analogen und digitalen Formaten der Öffentlichkeit präsentiert und zugänglich gemacht. Dabei erstreckt sich das Spektrum von klassischen Publikationen, Vortragsveranstaltungen, wissenschaftlichen Tagungen über digitale Dokumentationen bis hin zu realen und virtuellen Ausstellungen. Gleichzeitig ist das Zentrum für Ostbelgische Geschichte Ansprechpartner für historisch interessierte Gruppen oder Einrichtungen in Ostbelgien (z. B. Geschichtsvereine, Museen, Bibliotheken, Archive oder Einzelpersonen). Neben Aufgaben in der Beratung zum Umgang mit Quellen, Digitalisierung von historischen Dokumenten, Sicherung und Bereitstellung von Digitalisaten und dem Einsatz wissenschaftlicher Methoden führt das ZOG auch Schulungen zu diesen Themen durch. Über das Geschichtsportal stellt das ZOG Informationen zur ostbelgischen Geschichte und einige Quellen direkt oder über Partner, wie zum Beispiel die Belgische Nationalbibliothek, online zur Verfügung. Die vom ZOG verantworteten virtuellen Ausstellungen „Zeitschichten“ und „Gerettete Erinnerung“ sind ebenfalls ans Geschichtsportal angebunden.
Das ZOG beschränkt seine Tätigkeit nicht nur auf lokale und regionale Partner, sondern kooperiert überregional und international mit historischen und wissenschaftlichen Institutionen. Ziel ist es, der Bevölkerung einen Einblick in die Vergangenheit der eigenen Region zu bieten, damit diese die Zusammenhänge des gesellschaftlichen Zusammenlebens besser verstehen.

## Virtuelle Ausstellungen
- Zeitschichten
- Gerettete Erinnerung